# 구혜령
구혜령(1970년 12월 31일 ~ )은 대한민국의 배우이다.

## 학력
- 영동여자고등학교 졸업
- 한양대학교 연극영화과 학사(졸업, 89학번)
- 한양대학교 대학원 연극영화과 수료

## 출연

### 드라마
- 《사랑밖엔 난 몰라》(1998년)
- 《구름계단》(2006년)
- 《열아홉 순정》(2006년)
- 《얼렁뚱땅 흥신소》(2007년) - 뚱뚱한 탐정 역
- 《드라마시티 - 쉘 위 밸리댄스?》(2007년)
- 《고맙습니다》(2007년) - 보람의 엄마 역
- 《하얀 거짓말》 (2008년) - 서은영의 친구 역
- 《경숙이 경숙아버지》(2009년)
- 《솔약국집 아들들》(2009년) - 결혼정보회사 직원 역
- 《밥 줘》(2009년) - 미랑 역
- 《공부의 신》(2010년) - 황금주 역
- 《내 마음이 들리니》 (2011년) - 가사도우미 역
- 《브레인》 (2011년) - 나재웅의 어머니 역
- 《넝쿨째 굴러온 당신》 (2012년) - 시장 상인 역
- 《우리가 결혼할 수 있을까》(2012년)
- 《KBS 드라마 스페셜 - 걱정마세요 귀신입니다》(2012년) - 꽃집 직원 역
- 《드라마의 제왕》(2012년~2013년) - 은행원 역
- 《KBS 드라마 스페셜 - 기적 같은 기적》(2012년) - 양순님 역
- 《백년의 유산》(2013년) - 민채원의 직장동료 역
- 《운명처럼 널 사랑해》(2014년) - 강아지 주인 역
- 《가족끼리 왜 이래》(2014년~2015년) - 동네주민 역
- 《일편단심 민들레》(2014년~2015년)
- 《전설의 마녀》(2014년~2015년) - 고시원 사장 역
- 《내 마음 반짝반짝》(2015년)
- 《눈길》(2015년) - 시장 아줌마 역
- 《순정에 반하다》(2015년)
- 《후아유 - 학교 2015》(2015년) - 한이안네 집주인 역
- 《윈드미라클의 바람동화》(2015년) - 이모 역
- 《오 나의 귀신님》(2015년) - 시장 과일가게 주인 역
- 《부탁해요, 엄마》(2015년)
- 《내일도 승리》(2015년)
- 《마담 앙트완》(2016년)
- 《동네의 영웅》(2016년) - 김밥집 여사장 역
- 《옥중화》(2016년) - 덕분 역
- 《저 하늘에 태양이》(2016년)
- 《불어라 미풍아》(2016년)
- 《월계수 양복점 신사들》(2016년)
- 《아임 쏘리 강남구》(2016년) - 가정부 역
- 《사임당, 빛의 일기》(2017년) - 향이의 어머니 담이 / 철물점 주인 역
- 《무궁화 꽃이 피었습니다》(2017년) - 수자 역
- 《밥상 차리는 남자》(2017년) - 아줌마 역
- 《차달래 부인의 사랑》(2018년) - 마트 점원 역
- 《러블리 호러블리》(2018년)
- 《여름아 부탁해》(2019년) - 김태희 역
- 《으라차차 내 인생》(2022년) - 채권자 역
- 《빨간풍선》 (2022년)

### 영화
- 《진짜 사나이》(1996년) - 부러워하는 여자 역
- 《고스트 맘마》(1996년) - 산모 역
- 《미스터 콘돔》(1997년) - 삼식 아내 역
- 《산부인과》(1997년) - 단역
- 《억수탕》(1997년) - 여탕 때밀이 역
- 《올가미》(1998년) - 동료 3 역
- 《러브 러브》(1998년) - 잠자는 여자 역
- 《찜》(1998년) - 명희 역
- 《신장개업》(1999년) - 미용사 역
- 《주노명 베이커리》(2000년) - 빵 훔치는 여자 역
- 《비천무》(2000년) - 여주인 역
- 《선물》(2001년) - 애숙 역
- 《버스, 정류장》(2002년) - 여자 동기 1 역
- 《피도 눈물도 없이》(2002년) - 고기집 아내 역
- 《국화꽃 향기》(2003년) - 임산부 2 역
- 《역전에 산다》(2003년) - 라면집 주인 역
- 《오! 브라더스》(2003년) - 단독주택 채무녀 역
- 《그녀를 믿지 마세요》(2004년) - 셋째 고모 역
- 《미스터 주부 퀴즈왕》(2005년) - 철수 엄마 역
- 《청춘만화》(2006년) - 화장실 여자 역
- 《사랑방 선수와 어머니》(2007년) - 슈퍼 역
- 《내 사랑 유리에》(2008년) - 엄마 역
- 《우리 집에 왜 왔니?》(2008년) - 아줌마 2 역
- 《트라이앵글》(2009년) - 장사꾼 여 역
- 《가문의 영광 4 - 가문의 수난》(2011년) - 기내부부2 역
- 《스파이 파파》(2011년) - 가정부 역
- 《커플즈》(2011년) - 노처녀 역
- 《내가 살인범이다》(2012년) - 출판사여사장비서 역
- 《가문의 영광 5 - 가문의 귀환》(2012년) - 박여사 역
- 《형》(2016년) - 복지과직원 역
- 《미스 푸줏간》(2017년) - 간병인 1 역
- 《언니》(2019년) - 슈퍼부인 역
- 《크게 될 놈》(2019년) - 만복 엄마 역

### 뮤지컬
- 《메노포즈》

### 연극
- 《징글징글 오 마이 패밀리》 ... 간호사 역
- 《김광보 연출 - 사회의 기둥들》 ... 룸멜 부인 역
- 《2016 안톤체홉 연극 플라토노프》 ... 리조치카 역
- 《꽃의 비밀》 ... 소피아 역